# Freak (The Smashing Pumpkins)
Freak è un singolo del gruppo alternative rock statunitense The Smashing Pumpkins, pubblicato nel 2010 ed estratto dall'album Teargarden by Kaleidyscope.

## Tracce
- Download digitale

1. Freak – 3:51